# Suocsou
Suocsou (egyszerűsített kínai írással: 朔州市, pinjin: 朔州市) prefektúra szintű város Kínában, Sanhszi tartományban. Lakosainak száma 1 593 444 fő (2020).

## Története
Itt zajlott a Maji csata.

## Népesség
| 2010 | 1 714 857 |
| 2020 | 1 593 444 |